# Maria Rosa Casanovas i Palop
Maria Rosa Casanovas i Palop (Barcelona, 13 de juliol de 1934 - Igualada, 2008) fou una escriptora, poeta i llevadora catalana.
Va néixer a Barcelona, al barri del Poblenou, en una família de classe mitjana. El seu pare regentava una farmàcia i la seva mare era llevadora. La seva infància fou marcada per la Guerra Civil, en els seus primers anys. El seu pare s'allistà a l'Exèrcit Popular de la República. Quan acabà la guerra, aconseguint tornar el seu pare sa i estalvi, visqué una postguerra molt dura marcada pel patiment i la gana. Totes aquestes vivències són narrades per ella mateixa en un llibre, on explica la por dels seus pares a ser represaliats per la seva condició ideològica. A causa de la pressió política, es traslladaren a Monistrol de Montserrat, on van viure poc temps, fins a traslladar-se definitivament a Castellolí, a pocs quilòmetres d'Igualada. Allà es desenvolupà quasi tota l'adolescència de Maria Rosa Casanovas. Així va començàr a treballar de llevadora a l'Hospital d'Igualada. L'any 1956 es casà i es traslladà amb el seu marit a Igualada, on van tenir el seu primer fill. Nasqueren els seus altres dos fills l'any 1961 i 1968. Durant la resta de la seva vida es va dedicar al seu ofici i a la seva activitat espiritual i teosòfica. Morí l'any 2008.
Maria Rosa Casanovas va començar a escriure l’any 1973. L'esperit curiós, lliure i independent sempre va estar molt present en els seus manuscrits i també va fer que ella comencés a fer-se preguntes relacionades amb què i qui som i on anem. Els anys setanta per ella van estar marcats per una obertura envers les doctrines, creences, inquietuds personals i religions que l'envoltaven, i entrà en contacte amb el grup Balsamor d’Igualada. En aquesta etapa es va aproximar a la teosofia i a les diferents religions orientals, com el budisme i el taoisme, abandonant l’ateisme que havia professat anteriorment.

## Obres
Maria Rosa Casanovas, que havia escrit tota la vida, va tenir una gran activitat lírica als anys 70. Gràcies a la seva obertura a l'espiritualitat va obtenir la inspiració per escriure poemes de versos lliures on són temes recurrents la seva aproximació a la teosofia, la llibertat de l'ànima i el record de la seva infància i els seus pares. Es van publicar 22 dels seus poemes. La seva obra més notable i l'única que s'ha editat, és Pere IV, 416. Farmàcia / postals de postguerra, on estan presents les reflexions que ella va fer al llarg dels anys. En aquestes reflexions l'autora explica la seva vida de nena durant la postguerra, en una estructura narrativa basada en diferents cartes breus.